# Campeonato Citadino de Sorocaba de 1932
O Campeonato de Futebol da Liga Sorocaba de Futebol de 1932 foi a quarta edição dessa competição esportiva entre clubes filiados à esta liga. Apesar de haverem 7 clubes no início da disputa, apenas 5 terminaram o campeonato. Esta edição foi paralisada durante o Movimento Constitucionalista de 1932, tendo assim apenas um turno.
Disputado entre 17 de Abril e 13 de Novembro, teve o Fortaleza como campeão e o Sorocaba FC na segunda colocação.
Antes do Campeonato Citadino houve um Torneio Início, promovido pela LSF, onde se sagrou vencedor o CA Britannia.
Ao todo, foram 14 jogos, com 49 gols marcados (uma média de 3,5 por jogo). 

## Participantes
- Corinthians Futebol Clube
- Sport Club Sorocabano
- Esporte Clube São Bento
- Paulista Futebol Clube
- Esporte Clube Fortaleza
- Sorocaba Futebol Clube
- Clube Atlético Britannia

## Torneio Início
A segunda edição do Torneio Início de Sorocaba ocorreu no dia 10 de Junho, no campo da Vila Silveira, que pertencia ao Corinthians. Os jogos eram disputados nos mesmos moldes do Torneio Início de São Paulo.
|  | Eliminatória | Eliminatória | Eliminatória |  |  | Semifinais | Semifinais  | Semifinais |  |  | Finais | Finais      | Finais |
|  |              |              |              |  |  |            |             |            |  |  |        |             |        |
|  |              |              |              |  |  |            | Sorocaba    | 0          |  |  |        |             |        |
|  |              | Fortaleza    | 2            |  |  |            | Britannia   | 1          |  |  |        |             |        |
|  |              | Britannia    | 4            |  |  |            |             |            |  |  |        | Britannia   | 1      |
|  |              |              |              |  |  |            |             |            |  |  |        | Corinthians | 0      |
|  |              |              |              |  |  |            | Corinthians | 1          |  |  |        |             |        |
|  |              |              |              |  |  |            | São Bento   | 0          |  |  |        |             |        |

## Tabela
17/04 - Corinthians FC 1x1 SC Sorocabano
24/04 - EC Sao Bento 1x1 Paulista FC
01/05 - EC Fortaleza 3x2 Sorocaba FC
08/05 - CA Britannia 2x1 Corinthians FC
15/05 - SC Sorocabano 3x5 Sorocaba FC
22/05 - Paulista FC 0x1 Corinthians FC
29/05 - CA Britannia 2x1 EC Sao Bento
PAULISTA FC EXCLUÍDO DA COMPETIÇÃO
12/06 - EC Fortaleza 7x1 Corinthians FC
19/06 - EC Sao Bento 0x1 SC Sorocabano
EC SAO BENTO DEIXA A LIGA APÓS EPISÓDIO DE VIOLÊNCIA NO JOGO ANTERIOR
26/06 - Sorocaba FC 3x2 CA Britannia
03/07 - EC Fortaleza 4x0 SC Sorocabano
10/07 - Corinthians FC 1x1 Sorocaba FC
CAMPEONATO SUSPENSO TEMPORARIAMENTE DURANTE O MOVIMENTO CONSTITUCIONALISTA DE 1932
06/11 - CA Britannia 0x1 EC Fortaleza
13/11 - SC Sorocabano 3x1 CA Britannia

## Classificação final
| 1 | Fortaleza   | 4 | 8 | 4 | 0 | 0 | 15 | 3  | 12 |
| 2 | Sorocaba    | 4 | 5 | 2 | 1 | 1 | 11 | 9  | 2  |
| 3 | Sorocabano  | 5 | 5 | 2 | 1 | 2 | 8  | 11 | -3 |
| 4 | Britannia   | 5 | 4 | 2 | 0 | 3 | 7  | 8  | -1 |
| 5 | Corinthians | 5 | 4 | 1 | 2 | 2 | 5  | 11 | -6 |
| 6 | Paulista    | 2 | 1 | 0 | 1 | 1 | 1  | 2  | -1 |
| 7 | São Bento   | 3 | 1 | 0 | 1 | 2 | 2  | 4  | -2 |
| J - Jogos; PG - Pontos ganhos; V - Vitórias; E - Empates; D - Derrotas; GP - Gols Pró; GC - Gols contra; SG - Saldo de gols |             |   |   |   |   |   |    |    |    |

## Premiação
| Campeão Amador de Sorocaba de 1932 |
| ---------------------------------- |
| EC Fortaleza (1º título)           |